# Девичьенская волость
Деви́чьенская (Лито́венская) волость — административно-территориальная единица в составе Севского уезда.
Административный центр — село Девичье.

## История
Волость была образована в ходе реформы 1861 года и первоначально называлась Девичьевской или Девичьенской. В 1880-е годы название волости было изменено на "Литовенская". Вероятно, что в течение какого-то времени волостным центром являлось село Литовня, однако уже в 1890 году волостным центром Литовинской волости показано село Девичье. Такое положение сохранялось до 1920 года, когда волости было возвращено наименование Девичьенская.
В мае 1924 года, при укрупнении волостей, Девичьенская волость была упразднена, а её территория включена в состав Брасовской волости.
Ныне территория бывшей Девичьенской волости разделена между Навлинским и Брасовским районами Брянской области.

## Административное деление
В 1920 году в состав Девичьенской волости входили следующие сельсоветы: Борщовский, Гладский, Девичьевский, Добриковский, Дубровский, Калошичьевский, Клинский, Коробкинский, Коростелевский, Литовенский, Нововасильевский, Печкинский, Скакинский, Телятинковский, Щегловский.